# Edict van Yazdagird II
Het Edict van Yazdagird II werd in 449 uitgevaardigd door de Sassanidische koning Yazdagird II. In dit edict werd de christelijke Armeense bevolking aangespoord om hun geloof vaarwel te zeggen en zich niet langer de zegeningen van het zoroastrisme te ontzeggen. De uitvaardiging van het edict was aanleiding tot een mislukte opstand van de Armeniërs tegen de Sassaniden in het jaar 451.
In 428 was het sinds 301 christelijke Armenië veroverd door de Sassaniden, die het zoroastrisme aanhingen. Zij beschouwden de christenen als mogelijke bondgenoten van het eveneens christelijke Romeinse Rijk, waarmee zij in gevecht waren. Samen met sterke druk vanuit de zoroastrische priesters leidde dit tot de uitvaardiging van het edict tegen de christelijke Armeniërs.
In aansluiting op het edict liet Yazdagird een afvaardiging van de Armeense adel naar zijn hoofdstad Ctesiphon komen. Hier werden zij onder bedreiging met gevangenschap en verbanning van hun familie verplicht om deel te nemen aan zoroastrische rituelen. De edelen deden dit onder deze dwang en keerden terug naar hun land, vergezeld van 700 zoroastrische priesters die de Armeniërs moesten gaan bekeren.
Eenmaal thuisgekomen gaf de adel leiding aan de opstand van christelijke rebellen tegen het Sassanidische gezag. Yazdagird zag zich daardoor gedwongen tot een strafexpeditie met een leger van 250.000-300.000 man dat op 13 april 451 in Armenië aankwam. Het veel kleinere Armeense leger onder leiding van Vardan Mamikonian werd verslagen in de Slag bij Vartanantz, nadat hij tevergeefs een beroep had gedaan op de Romeinen om hulptroepen te zenden.
Toch was hiermee de Armeense opstand niet definitief beëindigd. Er ontstond een guerrilla die 33 jaar bleef doorgaan. Deze had succes nadat de Sassanidenkoning Peroz gedood was door de Heftalieten. Hierdoor stond het rijk op instorten, waardoor zijn opvolger Valash zich de strijd in de Armeense bergen niet meer kon veroorloven en kort na zijn troonsbestijging in 484 het edict introk. Armenië werd hiermee opnieuw een christelijke staat.